# کیم تای-چونگ
کیم تای-چونگ (انگلیسی: Kim Tai-chung؛ ‏ کره‌ای: 김태정؛ ۵ ژوئن ۱۹۵۷ – ۲۷ اوت ۲۰۱۱) ملقب به تانگ لانگ یک هنرپیشه، تکواندوکار اهل کره جنوبی بود. وی بین سال‌های ۱۹۷۷ تا ۱۹۸۶ میلادی فعالیت می‌کرد.
او کسی بود که در فیلم بازی مرگ نقش بدل بروس لی را بازی کرد، زیرا مرگ نابهنگام بروس لی باعث شده بود این فیلم در سال ۱۹۷۲ ناتمام بماند، سپس در سال ۱۹۷۸ این فیلم با بازی کیم تای چونگ و تصاویری از فیلم‌های قبلی بروس لی کامل شد، البته سکانس‌های پایانی این فیلم همان نسخه ۱۹۷۲ بوده و توسط خود بروس لی بازی شده است.

## فیلم‌ها
او در فیلم‌های زیر به ایفای نقش پرداخته است:
- بازی مرگ (۱۹۷۸)
- بازی مرگ ۲ (۱۹۸۱)
- نه عقب‌نشینی، نه تسلیم (۱۹۸۶)